# Estadio de Nuuk
El Estadio de Nuuk (en danés: Nuuk Stadion) es un estadio multiusos de la ciudad de Nuuk, en Groenlandia.

## Características

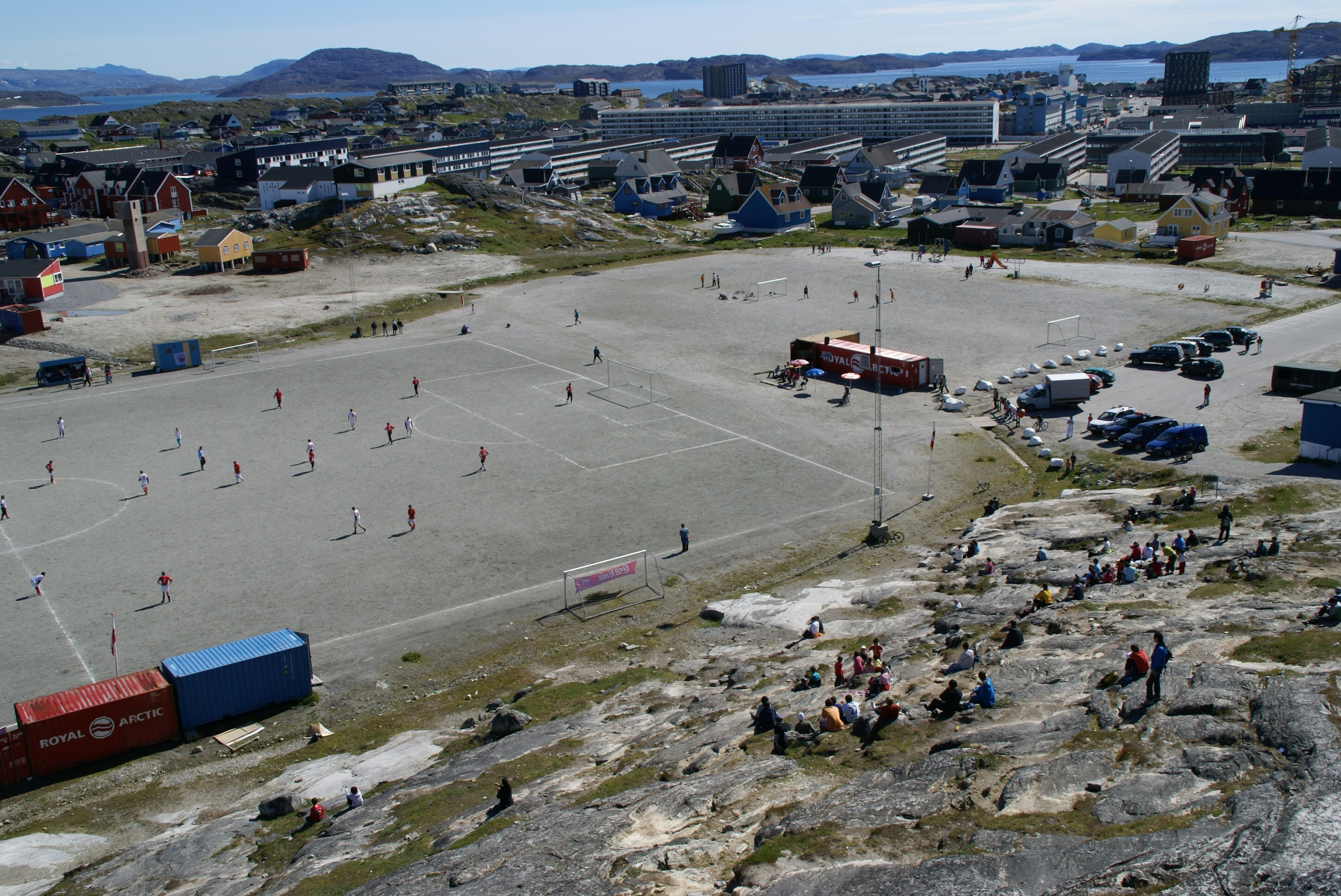
Estadio con el hielo repleto

El recinto es administrado por la Unión de Fútbol de Groenlandia y se utiliza principalmente para partidos de fútbol. Es el estadio de la selección de fútbol de Groenlandia, del Il Nuuk y del B-67. El estadio tiene una capacidad para 2 000 espectadores.
El 2 de noviembre de 2007 la banda escocesa Nazareth dio un concierto en el estadio. Además el 1 de abril de 2011 el estadio recibió a la artista estadounidense Suzi Quatro.
En julio de 2016 se instaló una superficie de césped artificial de categoría 2 estrellas (según la valoración de la FIFA). Dicho césped era el de mejor calidad que existía en el mercado y además es aceptado para cualquier competición oficial de la UEFA.